# Sigma Arietis
Désignations
Sigma Arietis (en abrégé σ Ari) est une étoile de la constellation du Bélier. Elle a une magnitude apparente de +5,52, ce qui la rend suffisamment brillante pour être observée à l'œil nu. D'après la mesure de sa parallaxe annuelle par le satellite Gaia, l'étoile se situe à une distance d'environ 470 années-lumière (140 parsecs) de la Terre. Elle s'en s'éloigne avec une vitesse radiale héliocentrique de +17 km/s. Le 20 novembre 1952, elle a été occultée par Jupiter.
Sigma Arietis est une étoile bleu-blanc de la séquence principale de type spectral B7V. C'est une grande étoile avec un rayon valant trois fois celui du Soleil et une masse 3,8 fois celle du Soleil. Elle est environ 301 fois plus lumineuse que le Soleil, cette énergie étant rayonnée dans l'espace interstellaire depuis son atmosphère extérieure avec une température effective de 13 121 K. C'est cette chaleur qui donne à l'étoile sa teinte bleue-blanc d'une étoile de type B. Elle tourne sur elle-même à une vitesse de rotation projetée de 165 km/s. C'est un membre probable de l'association OB Cassiopée-Taureau, un groupe d'étoiles qui partagent un mouvement commun sur la sphère céleste.
En 2016, un compagnon stellaire a été signalé sur la base d'observations utilisant l'optique adaptative avec l'observatoire Gemini.